# Ada Fijał
Ada Fijał, née le 20 octobre 1976 à Cracovie, est une chanteuse et actrice polonaise.

## Biographie
Elle est diplômée des Arts Dramatiques de l'Université de Cracovie, puis à la faculté dentaire de Cracovie.
En 2002, elle sort son premier single Akordeonista.
Quelques années plus tard, Ada commence le théâtre avec la Fondation de vieux théâtre de Cracovie (2004-2005) et du théâtre Juliusz Słowacki de la même ville (2006-2007).
En 2007, elle a reçu le premier prix à l'im Golden Leaf rétro Festival rétro. 
En 2011, Ada sort son premier album intitulé Ninoczka et la même année, elle participe à la présélection polonaise pour le Concours Eurovision de la chanson en terminant la 6e place.

## Filmographie

### Théâtre
- 2002: Rock kobiet
- 2002: Próby z Piaf
- 2003: Improwizacje
- 2006: Francuskie Noce
- 2004: Najwięcej samobójstw zdarza się w niedzielę
- 2006: No bar

### Télévision
- 1997–2011: Klan dans le rôle de Karolina Czerwiecka
- 2002–2010: Samo Życie dans le rôle de Magdalena Kruszyńska
- 2003–2010: Na Wspólnej
- 2005: M jak miłość dans le rôle d'une scénographe
- 2008–2011: Barwy szczęścia dans le rôle d'Iga, une journaliste
- 2008: Czas honoru dans le rôle d'une confidente d'Helena Modrzewska
- 2008–2009: Teraz albo nigdy! dans le rôle d'une secrétaire de Robert
- 2009: 39 i pół dans le rôle d'une réceptionniste
- 2009: Idealny facet dla mojej dziewczyny dans le rôle d'une féministe
- 2009–2010: Majka dans le rôle de Suchocka
- 2009: Na dobre i na złe dans le rôle de Kinga Stolarek
- 2010: Apetyt na życie dans le rôle de Alicja Lesicka
- 2011: Chichot losu

## Discographie

### Album
- 2011: Ninoczka

### Singles
- 2002: Akordeonista
- 2008: Klub Retro
- 2009: Take Your Time
- 2010: Hot Like Fire
- 2011: Rebeka tańczy Tango